# Foveosculum rungweense
Foveosculum rungweense là một loài tò vò trong họ Ichneumonidae.